# Kissin U
«Kissin U», (en español: Besándote) es el primer sencillo del primer álbum de estudio Sparks Fly de la cantante y actriz estadounidense Miranda Cosgrove. Fue coescrita por Cosgrove y Dr. Luke, quien también produjo la canción.

## Vídeo musical
El vídeo musical fue grabado en Santa Mónica, California y fue estrenado el 19 de marzo de 2010. En Latinoamérica el vídeo fue estrenado completo el 24 de mayo de 2010 a las 20:28, durante el estreno de Renuncio a iCarly.

## Críticas
La canción recibió críticas positivas, ya que mezcló el romance, intriga y alegría de una manera particular, las cuales expresan que Cosgrove moldeó a la perfección su estilo de música[cita requerida].

## Versiones
- Descarga Digital

1. «Kissin U» - 3:19 Miranda Cosgrove

## Historial de lanzamientos
| País           | Fecha               | Formato          |
| -------------- | ------------------- | ---------------- |
| Estados Unidos | 12 de marzo de 2010 | Airplay          |
| Estados Unidos | 23 de marzo de 2010 | Descarga Digital |

## Posición en las listas
| Listas (2010)                                  | Posición Más alta |
| ---------------------------------------------- | ----------------- |
| Austria (Ö3 Austria Top )                      | 51                |
| Germany (Media Control AG)                     | 67                |
| Slovakia (IFPI)                                | 4                 |
| South Korea (International Chart) (Gaon Chart) | 66                |
| US Billboard Hot 100                           | 54                |
| US Pop Songs (Billboard)                       | 19                |
| US Adult Pop Songs (Billboard)                 | 36                |
| UK Singles Chart                               | 98                |